# Smyriodes
Smyriodes là một chi bướm đêm thuộc họ Geometridae.

## Hình ảnh

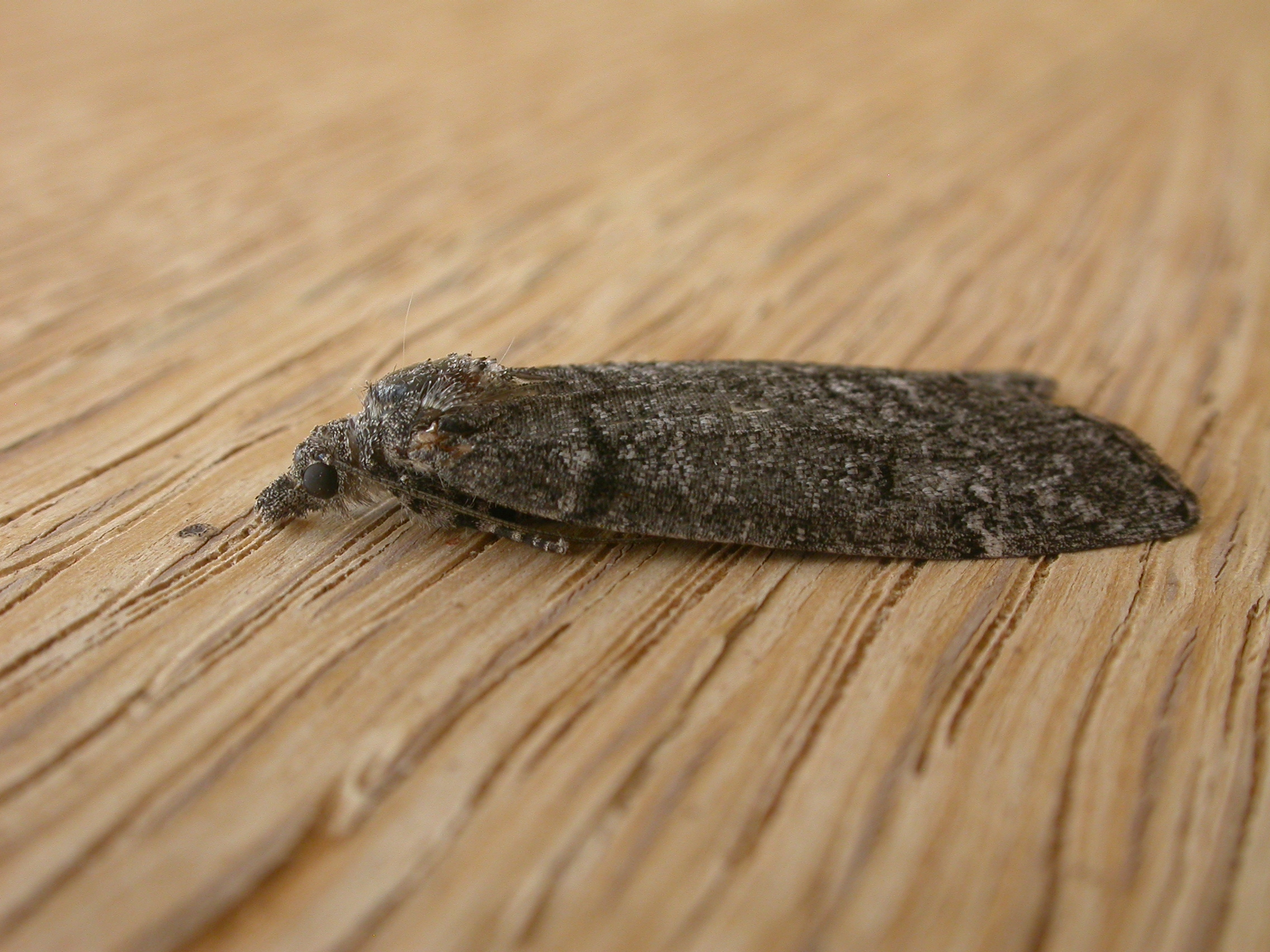
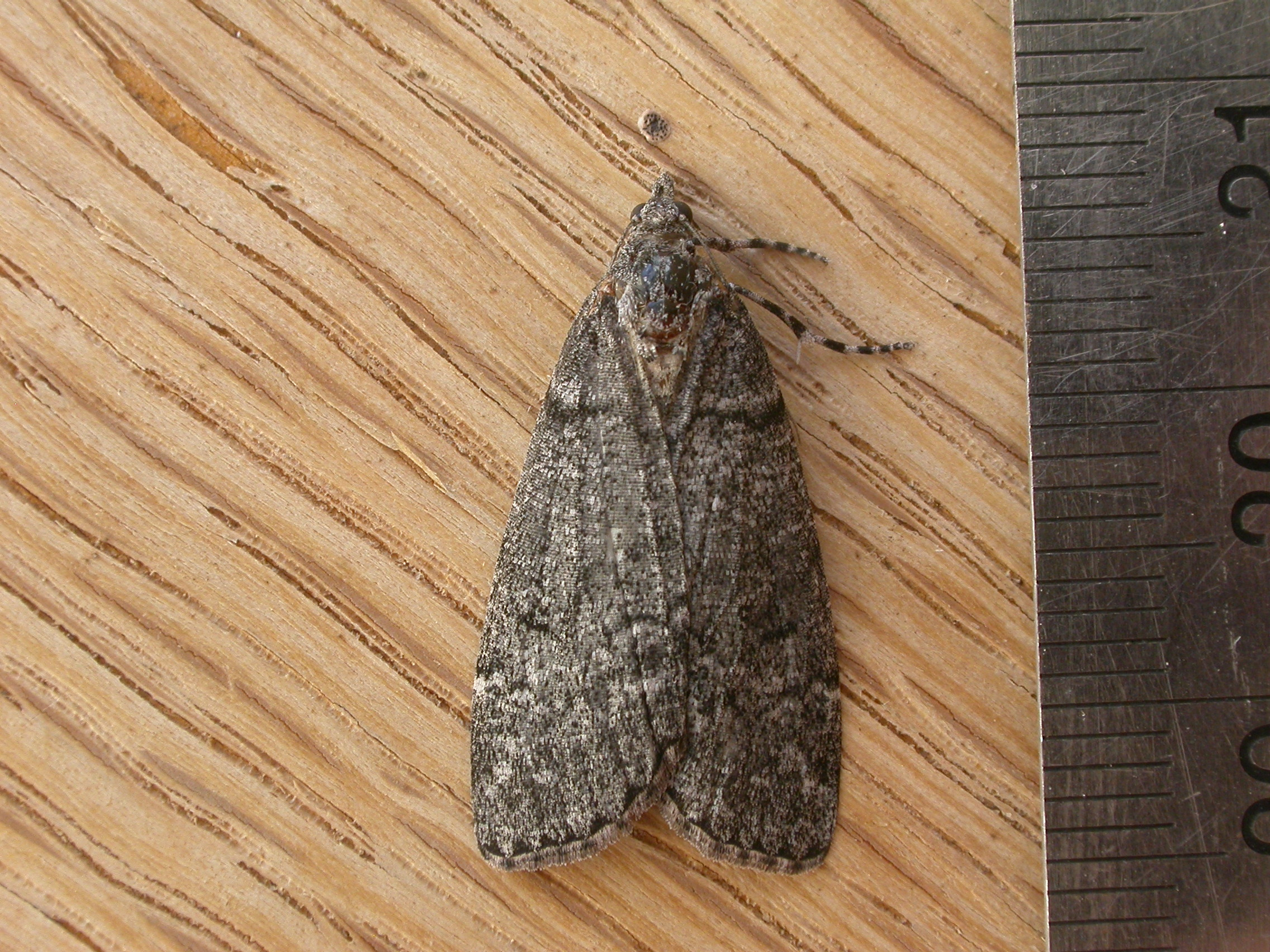
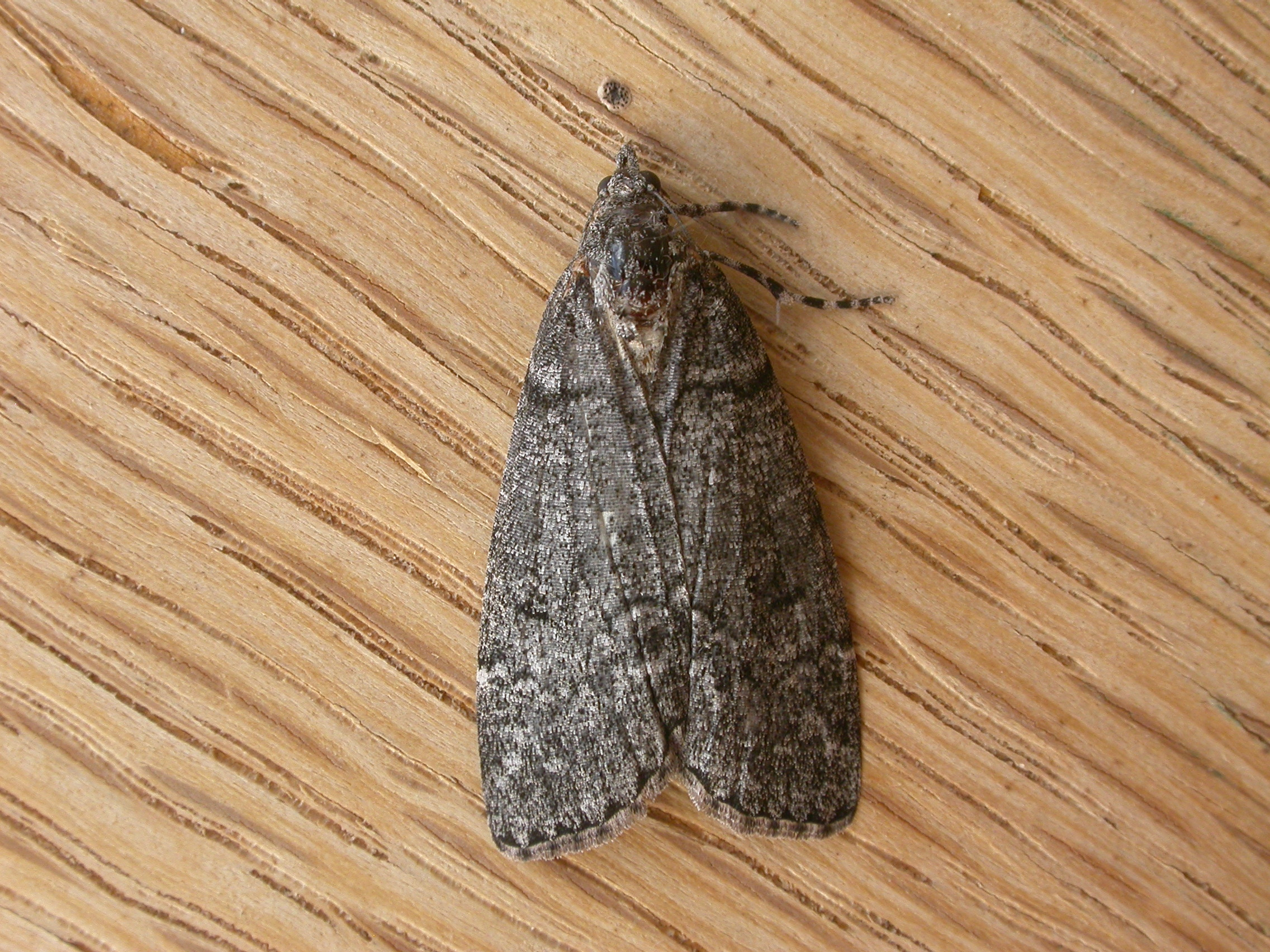
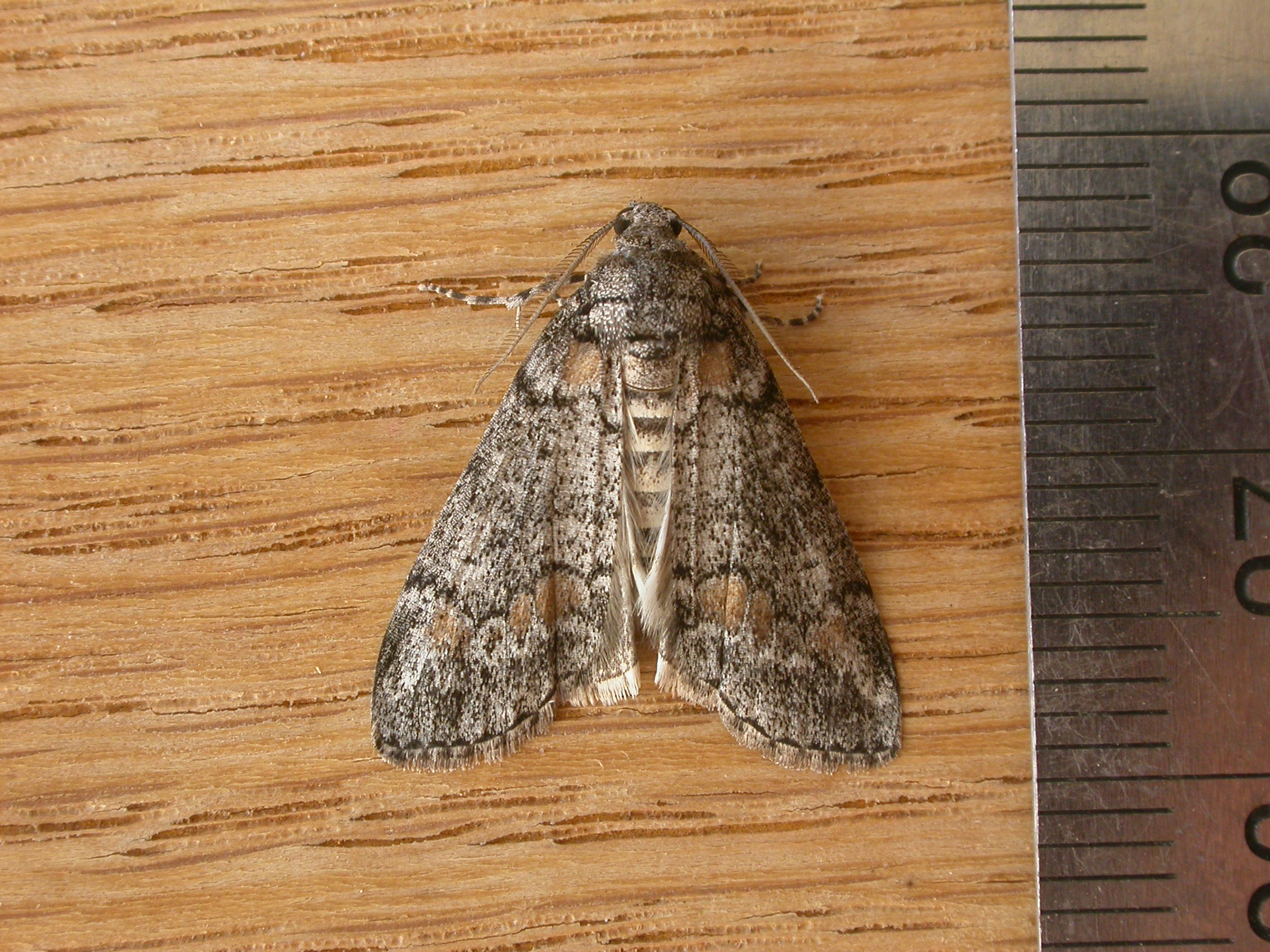